# Eksperyment
Eksperyment (łac. experimentum – doświadczenie, badanie) – w naukach przyrodniczych i społecznych zbiór działań wzbudzających w obiektach materialnych określone reakcje i zjawiska w warunkach pozwalających kontrolować wszelkie istotne czynniki, które poddaje się dokładnej obserwacji.

## Cele i efekty eksperymentów
Eksperymenty wykonuje się w celu potwierdzenia lub sfalsyfikowania określonej hipotezy. Hipoteza z jednej strony określa ściśle warunki eksperymentu a z drugiej nadaje sens poczynionej w wyniku eksperymentu obserwacji i w ogóle decyduje, co w danym eksperymencie jest właściwą obserwacją, a co tylko nieistotnym jego zakłóceniem. Jak twierdził Max Planck, eksperyment jest swojego rodzaju pytaniem jakie teoria zadaje naturze.
Nauki przyrodnicze rozwijają się głównie poprzez świadome eksperymenty, spora część wiedzy tych nauk pochodzi też z bezpośrednich obserwacji zjawisk zachodzących naturalnie. Dotyczy to zwłaszcza nauk biologicznych i medycznych i w mniejszym stopniu fizyki i chemii.
W informatyce i po części w matematyce stosuje się metody eksperymentalne dopiero wtedy, gdy złożoność problemu uniemożliwia rozwiązanie go metodami dedukcyjnymi.

## Techniki przeprowadzania eksperymentów
W naukach przyrodniczych uważa się, że dobry eksperyment to taki, w którym eksperymentator bądź kontroluje cały jego przebieg, bądź dokładnie zna obszary które nie podlegają jego ścisłej kontroli.
Planowanie eksperymentów jest trudną sztuką. Dobry eksperyment musi być jak najprostszy w wykonaniu i jednocześnie dawać jak najbardziej jednoznaczną odpowiedź potwierdzającą lub falsyfikującą daną teorię. Często w praktyce zdarza się, że pozornie nieudane eksperymenty, które wymknęły się spod kontroli i nie dały jednoznacznej odpowiedzi na założone wcześniej pytanie, stały się początkiem rozwoju nowych dziedzin. W ten sposób odkryto promieniowanie Roentgena (zwane też promieniami X), penicylinę i in.
Większość eksperymentów przeprowadza się w specjalnie do tego przystosowanych pomieszczeniach zwanych laboratoriami, aczkolwiek czasami przeprowadza się też tzw. eksperymenty plenerowe, na przykład, aby zbadać jakieś zjawisko w miejscu jego występowania.

## Eksperyment a obserwacja
Klasyczny eksperyment świadomie ingeruje w naturę i polega na analizie skutków tej ingerencji. Ściśle zdefiniowanemu obiektowi dostarcza się bodźców, a następnie obserwuje się reakcję obiektu. Dokładne obserwacje natury, bez ingerowania w nią nazywa się często eksperymentami naturalnymi.
Analiza obserwacji i eksperymentu jest w gruncie rzeczy bardzo zbliżona. W obu przypadkach chodzi o to aby ustalić związek między bodźcem (przyczyną) i zachowaniem obiektu (skutkiem). Różnica polega tylko na tym, że w eksperymencie naturalnym bodźców dostarcza sama natura. Przykładem eksperymentu klasycznego jest obserwacja efektów zderzenia cząstek akceleratorze, a eksperymentu naturalnego obserwacja zaćmienia Słońca.

### Eksperymenty psychologiczne
Eksperymenty psychologiczne, prowadzone na ludziach, wywołują wiele kontrowersji. Najbardziej znane to:
- eksperyment Ascha
- eksperyment Milgrama
- eksperyment więzienny
- eksperyment „świat jest mały”